# Gare d’Hesdin
Gare d’Hesdin vasútállomás Franciaországban, Hesdin településen.

## Vasútvonalak
Az állomást az alábbi vasútvonalak érintik:
- Saint-Pol-sur-Ternoise-Étaples-vasútvonal

## Kapcsolódó állomások
A vasútállomáshoz az alábbi állomások vannak a legközelebb:
- Gare d’Auchy-lès-Hesdin
- Gare d’Aubin-Saint-Vaast